# Păușești (Vâlcea)
Păuşeşti è un comune della Romania di 2 924 abitanti, ubicato nel distretto di Vâlcea, nella regione storica dell'Oltenia. 
Il comune è formato dall'unione di 8 villaggi: Barcanele, Buzdugan, Cernelele, Otăsău, Păușești, Șolicești, Șerbănești, Văleni.